# Strawberry Killers -Returns-
Strawberry Killers -Returns- (ストロベリーキラーズRETURNS) es una película japonesa, del 12 de enero de 2007, producida por Zen Pictures. Es una película del género tokusatsu, de acción y aventuras, con artes marciales, dirigido por Toru Kikkawa.
La película es la segunda parte de la precedente: Strawberry Killers -Begins-
El idioma es en japonés, pero también está disponible con subtítulos en inglés, en DVD o descargable por internet.

## Argumento
Miyuki, es una chica investigadora que salvó a las hermanas Harumi y Aki de una muerte con gas venenoso. El jefe de la organización IT-related business, utiliza la mafia para encontrar y eliminar a Miyuki y a las hermanas. Por otro lado, la luchadora Yoko quiere vengarse de Harumi. La mafia con Yoko, irrumpen en la casa de Harumi para tratar de atraparla, pero en su ayuda acude Aki y Miyuki.